# Dassault Mirage 4000
Dassault Mirage 4000 (русск. Дассо Мираж 4000) — прототип истребителя 4-го поколения, разрабатывался французской авиастроительной корпорацией Дассо в 1970—1980-х годах на основе многофункционального ударного самолёта «Мираж 2000». Оба самолёта имеют много общего. У них похожие двигатели, схожие формы крыла и системы управления полётом. Разработка полностью финансировалась производителем, серийное производство начато не было.

## История
В 1976 году французские ВВС заказали фирме «Дассо Авиасьон» разработку истребителя 4-го поколения «Мираж 2000», сравнимого по возможностям с F-15 американской компании «Макдоннел-Дуглас». Параллельно на основе базовой модели стартовала разработка самолёта под названием «Супер Мираж 4000», концепция которого заключалась в максимальном использовании композиционных материалов с целью снизить массу самолёта. Прототип был построен по аэродинамической схеме «Утка». Возможно, впервые в мире на готовившемся к серийному производству истребителе была сделана попытка установить элероны из углепластика, что позволило увеличить объем топливных баков. Это и другие улучшения привели к тому, что «Мираж 4000» мог взять на борт в 4 раза больше горючего, чем базовая 2000-я модель.
Первый полёт состоялся 9 марта 1979 года, через год после первого полёта «Миража 2000». Лётчик-испытатель Жан-Мари Саге достиг на новом самолёте скорости, соответствующей M=1,6 (то есть, превышающей скорость звука в 1,6 раз). 11 апреля во время шестого полёта была превышена двукратная скорость звука. В этом полёте на самолёт были установлены двигатели М-53, использовавшиеся в «Мираже 2000».
Саудовская Аравия и Ирак заинтересовались проектом, самолёт был переименован в «Мираж 4000» и покрашен в пустынный камуфляж, но стороны не пришли к согласию, и разработку по программе «Мираж 2000» продолжила финансировать только Франция. Вскоре заказчик отказался выделить средства на постройку пяти предсерийных самолётов, необходимых для продолжения испытаний. Программа была окончательно закрыта в конце 80-х по причине отсутствия покупателей.
В 1986 году один из самолётов «Мираж 4000» был превращён в летающую лабораторию для исследований по программе разработки нового истребителя «Рафаль». В 1987 году на нём была произведена замена двигателей на Snecma М53-Р2. Совершивший 290 полетов «Мираж 4000» выставляется в Музея авиации и космонавтики в Ле-Бурже с 1992 года. Самолёт окрашен в цвета «Дассо», на его борту выполнена надпись Super Mirage 4000.

## Тактико-технические характеристики
Технические характеристики
- Экипаж: 1 пилот
- Длина: 18,7 м
- Размах крыла: 12 м
- Высота: 5,8 м
- Площадь крыла: 73 м²
- Удлинение крыла:
- Стреловидность по передней кромке:
- База шасси:
- Колея шасси:
- Масса пустого: 13400 кг
- Максимальная взлётная масса: 32 000 кг
- Максимальная посадочная масса:
- Масса топлива во внутренних баках: 9000 кг
- Объём топливных баков: 12000 л
- Силовая установка: 2 × ТРДДФ SNECMA M53-P2[фр.] (устанавливались 1987 году после превращения в летающую лабораторию)
  - Бесфорсажная тяга: 2 × 64,3 кН
  - Форсажная тяга: 2 × 95,1 кН

Лётные характеристики
- Максимальная скорость:  
  - у земли:
  - на высоте: M=2,2
- Крейсерская скорость: * Посадочная скорость:
- Боевой радиус: 2000 км
- Практический потолок: 20 000 м
- Нагрузка на крыло: 220 кг/м²
- Максимальная эксплуатационная перегрузка:

Вооружение
- Стрелково-пушечное: DEFA 554
- Боевая нагрузка: 8000 кг

прицельный контейнер 3 поколения ALTIS III

## Галерея
- Сравнение силуэтов самолётов «Мираж 4000» и «Мираж 2000Б»
- «Мираж 4000» в Великобритании в 1980 году
- «Мираж 4000» в экспозиции Музея авиации и космонавтики в Ле-Бурже в 2006 году
- «Мираж 4000» в экспозиции Музея авиации и космонавтики в Ле-Бурже в 2009 году

## В Культуре
В массовой культуре данный ЛА присутствует в авиационном симуляторе War Thunder, появившейся в обновлении "Господство в Воздухе".